# Dschwari (Stadt)

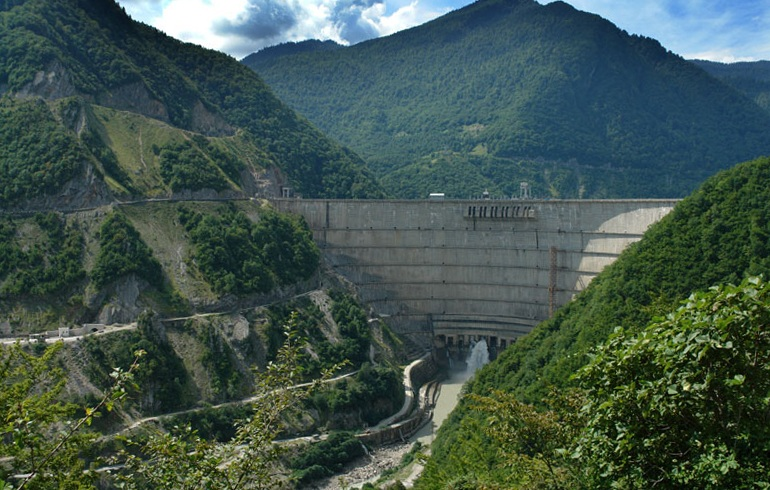
Die über 270 Meter hohe Enguri-Staumauer bei Dschwari, die höchste Bogenstaumauer der Erde

Dschwari (georgisch ჯვარი) ist eine Stadt im Nordwesten Georgiens, in der Region Mingrelien und Oberswanetien. Sie gehört zur Munizipalität Zalendschicha und ist mit 763 Einwohnern (2014) heute die kleinste Stadt Georgiens.

## Lage
Der Ort liegt etwa 250 Kilometer Luftlinie nordwestlich der Hauptstadt Tiflis und 30 Kilometer nordöstlich der Regionshauptstadt Sugdidi am Nordrand der Kolchischen Tiefebene in den Vorbergen des Großen Kaukasus, der wenige Kilometer nordöstlich der Stadt bis auf über 2000 m Höhe ansteigt. Zwei Kilometer westlich von Dschwari markiert der Fluss Enguri die Grenze zu Abchasien.

## Geschichte
Das alte mingrelische Dorf Dschwari (der Name bedeutet „Kreuz“) wurde mit dem Beginn der Errichtung der Enguri-Staumauer fünf Kilometer nördlich des Ortes Ende der 1960er-Jahre um eine gleichnamige Bauarbeitersiedlung erweitert; diese erhielt den Status einer Siedlung städtischen Typs. 1981 wurden ihr die Stadtrechte verliehen.
Durch administrative Umgestaltung in den 2000er-Jahren wurde ein Teil der Stadt dem ursprünglichen Dorf zugeschlagen, dessen Einwohnerzahl damit auf über 3000 stieg (Volkszählung 2014). Zugleich wurden zwei kleinere Dörfer, Naka und Otschane, ausgegliedert; dadurch sowie den allgemeinen Bevölkerungsrückgang wie in fast allen Teilen des Landes, sank die Einwohnerzahl der eigentlichen Stadt um über 80 %.
Die Stadt Dschwari ist nun Verwaltungssitz eines gleichnamigen Territorialorgans (georgisch ჯვარის ტერიტორიული ორგანო, Dschwaris teritoriuli organo) mit 4361 Einwohnern (2014), das außerdem die drei genannten Dörfer umfasst.
Einwohnerentwicklung
| Jahr | Einwohner |
| ---- | --------- |
| 1970 | 4458      |
| 1979 | 4837      |
| 1989 | 4970      |
| 2002 | 4790      |
| 2014 | 768       |

Anmerkung: Volkszählungsdaten

## Söhne und Töchter des Ortes
- Meliton Kantaria (1920–1993), Soldat der Roten Armee, der 1945 als einer der Ersten die sowjetische Flagge auf dem Reichstagsgebäude hisste
- Egnate Pipia (1901–1979), Chirurg und Akademiemitglied

## Wirtschaft und Infrastruktur
Unweit des Ortes wird Marmor gebrochen. In der sowjetischen Periode existierte eine Teefabrik.
Dschwari war Endpunkt einer 34 Kilometer langen Eisenbahnstrecke, die bei der Station Ingiri von der Strecke Senaki–Adler abzweigt und im Jahr 2017 noch bis in die Regionshauptstadt Sugdidi verläuft. Die Strecke wurde 1965 in Vorbereitung des Baus der Enguri-Staumauer eröffnet. Durch Dschwari verläuft auch die Straße, die von Sugdidi den Enguri aufwärts zum Hauptort Swanetiens Mestia führt.